# 長沙公主
长沙公主（?—?），姓李，名不详。中国唐朝唐高祖李渊女，生母不明。
生卒年不详。具体排行不详，《新唐书·诸帝公主》中，列于第一位，是否是李渊长女无其它记载。李渊封她为长沙公主，把他嫁给了驸马冯少师，冯少师是李世民秦王府的亲信。李渊第六女萬春公主后来也被改封为长沙公主。